# Вафельный торт

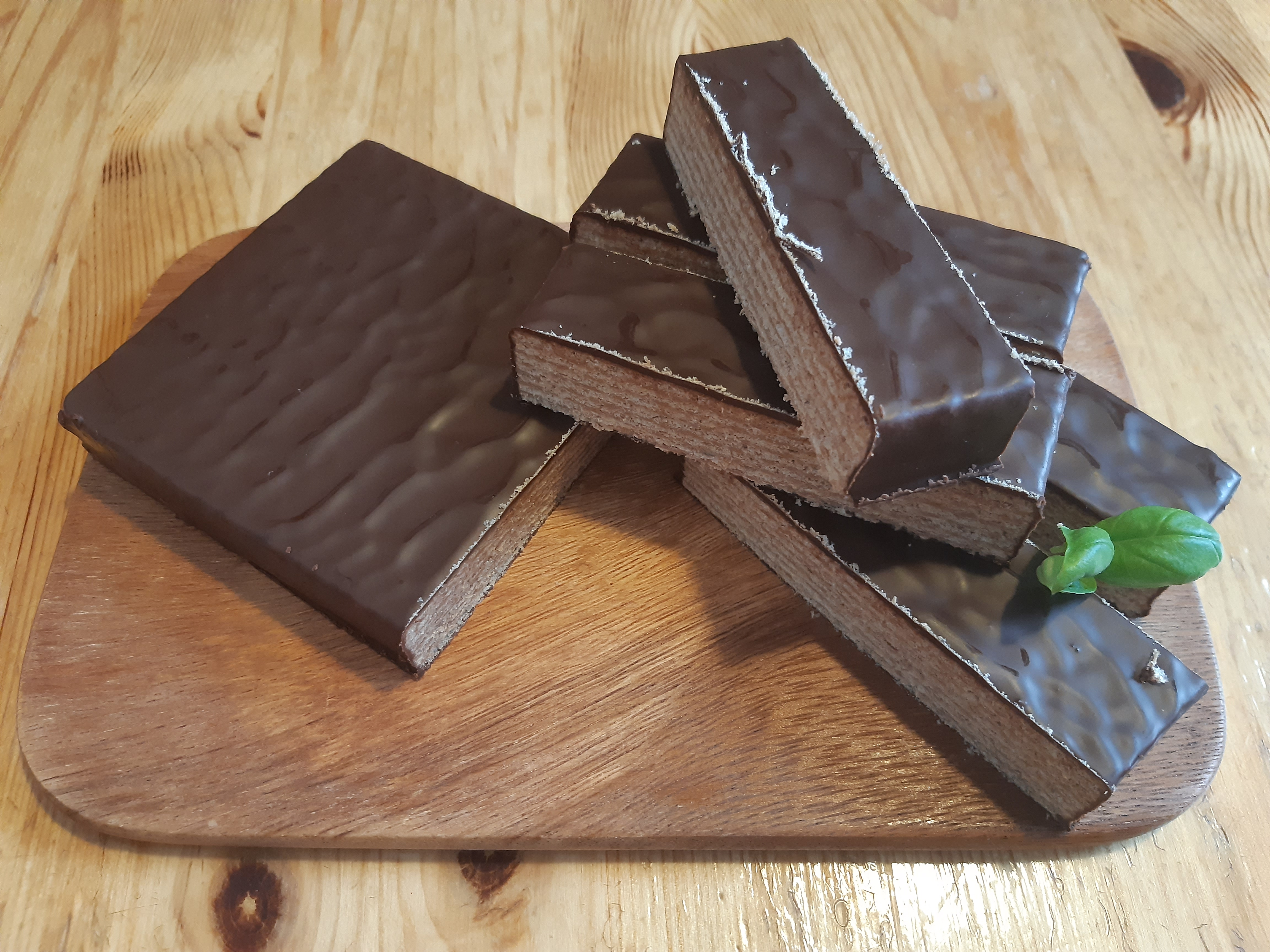
Нарезанный вафельный торт промышленного изготовления

Вафельный торт — вид торта на основе вафельных листов (коржей) с кремовой прослойкой. Типичный вафельный торт промышленного производства представляет собой прямоугольную вафлю большого размера, покрытую шоколадной глазурью или другим видом отделки.
Крем для вафельного торта не должен иметь влажность выше 10—12 %, поскольку влага хорошо впитывается вафлями и делает их вязкими. Его сбивают до однородной массы из фритюрного жира, сахарной пудры и какао-порошка с добавлением лимонной эссенции. Его наносят на выпеченные и охлаждённые вафельные листы с помощью намазочной машины. Полученные заготовки укладывают друг на друга и направляют на выстойку под грузом в течение 10—16 часов либо помещают в холодильную камеру на 3—4 часа. Резка готовых вафельных пластов на торты прямоугольной или квадратной формы производится на резальной машине или вручную. Смазанную кондитерской массой верхнюю поверхность вафельного торта для украшения посыпают вафельной крошкой по трафарету. Вафельную крошку готовят из листового вафельного полуфабриката ножом или на дробилке. Боковые поверхности торта не украшают.
Австрийский фабрикант кондитерских изделий Оскар Пишингер в 1880-е годы придумал составной вафельный торт из тонких карлсбадских вафель-облаток в 5—12 слоёв с шоколадным масляным кремом и орехами.